# Ли Сюн
Ли Сюн (кит. 李雄, пиньинь Lǐ Xióng, 274—334), взрослое имя Чжунцзюань (кит. трад. 仲雋) — император государства Чэн, существовавшего на территории современной китайской провинции Сычуань. Храмовое имя — Тай-цзун (太宗), посмертное имя — У-ди (武帝).

## Биография
Ли Сюн происходил из племени цзун, которые являлись потомками жителей царства Ба, расселившихся среди племён ди. Впервые упоминается в хрониках в 301 году, когда Ли Тэ, чьим третьим сыном он был, сделал его военачальником. В 303 году Ли Тэ, который во главе спасавшихся от голода цзунов пришёл на юг из провинции Циньчжоу (秦州, современная провинция Ганьсу), разгромил Ло Шана — цзиньского губернатора провинции Ичжоу (益州, располагалась на территории современных Сычуани и Чунцина), но согласился на его просьбу о перемирии. Ло неожиданно напал и убил Ли Тэ. Остатки войск Ли Тэ избрали Ли Сюна своим вождём и смогли отбиться, но когда старший брат Ли Сюна — Ли Дан — погиб в бою, дядя Ли Лю стал поговаривать о том, что стоило бы сдаться на милость цзиньских властей. Тогда Ли Сюн, не ставя в известность Ли Лю, неожиданно атаковал цзиньские силы и обратил их в бегство. После этого Ли Лю проникся доверием к Ли Сюну, и когда зимой 303 года тяжело заболел — назначил Ли Сюна своим преемником.
В начале 304 года Ли Сюн захватил столицу провинции Ичжоу город Чэнду, вынудив Ло Шаня бежать. Ли Сюн предложил занять трон уважаемому цзунами даосскому отшельнику Фань Чаншэну, но тот отказался, и тогда другие вожди цзунов потребовали, чтобы Ли Сюн провозгласил себя правителем. В 304 году Ли Сюн объявил себя князем Чэнду (成都王), тем самым провозгласив независимость от государства Цзинь; это событие считается началом эпохи «шестнадцати варварских государств». Отшельника Фаня и представителей старшего поколения своей семьи он сделал своими советниками.
В 306 году Ли Сюн провозгласил себя императором государства Чэн; отцу он также даровал посмертный императорский титул, а мать провозгласил вдовствующей императрицей. В последующие годы он постепенно оккупировал Ичжоу, усмиряя земли и укрепляя границы, но не стал выходить за границы прежней провинции Ичжоу, за исключением провинции Лянчжоу (梁州, в южной части современной провинции Шэньси), которая в ходе его противоборства с Цзинь несколько раз переходила из рук в руки.
Ли Сюн поддерживал дружеские отношения с Чжан Цзюнем — князем Ранней Лян, и позволял Цзинь и Лян сообщаться друг с другом через свою территорию.
Несмотря на то, что в 315 году Ли Сюн провозгласил свою жену императрицей, сыновей у них не было, хотя Ли Сюн имел свыше десятка сыновей от наложниц. Тогда в 324 году Ли Сюн объявил наследником престола своего племянника Ли Баня — сына своего старшего брата Ли Дана; мотивировал он это тем, что фактически государство было создано Ли Тэ и Ли Даном, и поэтому передача им трона сыну Ли Дана является правильным делом. Дядя Ли Сян предсказал, что это приведёт к проблемам с престолонаследием, но Ли Сюн не стал его слушать.
В 334 году Ли Сюн заболел. У него загноилась рана на голове, и заражение перешло на всё тело. Летом 334 года Ли Сюн умер, и трон перешёл к Ли Баню. Как и предсказывал Ли Сян, это не понравилось сыновьям Ли Сюна, и вскоре тот был убит.

## Девизы правления
- Цзяньсин (建興 Jiànxīng) 303—305
- Яньпин (晏平 Yànpíng) 305—311
- Юйхэн (玉衡 Yùhéng) 311—334